# Banda-Inseln
Die Banda-Inseln (indonesisch Kepulauan Banda) sind eine indonesische Inselgruppe im Archipel der Molukken, Provinz Maluku und liegen in der Bandasee.
Da der Muskatnussbaum früher nur hier wuchs, gehörten sie zu den für ihren Reichtum weltbekannten „Gewürzinseln“.

## Geographie

### Lage

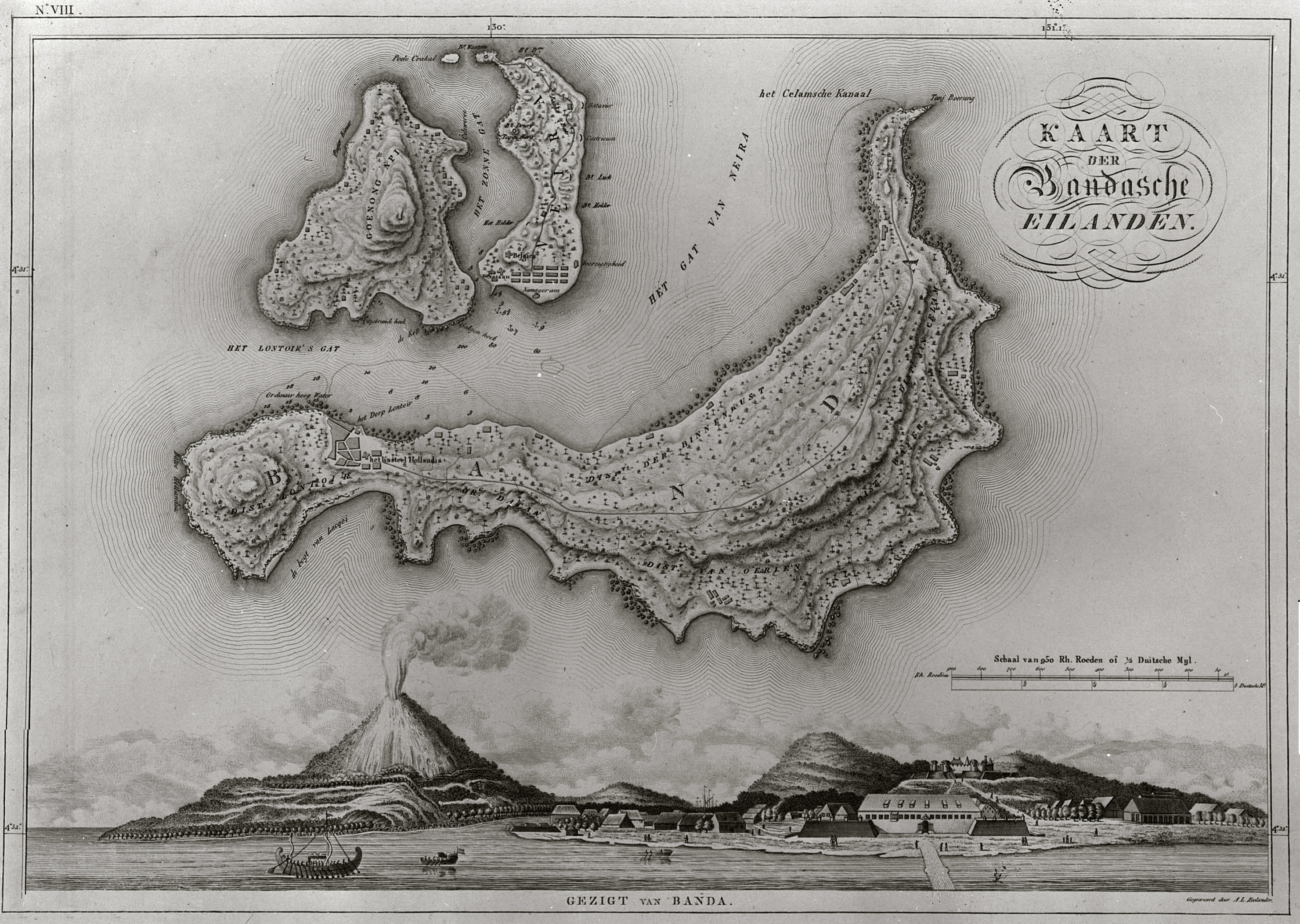
Karte der zentralen Banda-Inseln, um 1820

Die Inseln liegen etwa 2000 Kilometer östlich von Jakarta, ungefähr 160 Kilometer nördlich befinden sich die Inseln Seram und Ambon. Im Osten liegen die Gorom-, Watubela-, Kei- und Tanimbarinseln. Über 100 Kilometer im Süden liegt die Insel Manuk mit dem aktiven und 282 m hohen Vulkan Gunung Manuk.

### Inseln
Die Angaben in der Literatur schwanken von zumeist sechs bis zehn Vulkan- und Koralleninseln, die sich in West-Ost-Richtung erstrecken.
Zentrale Inseln
Die drei größeren zentralen Inseln liegen nah beieinander. Hinzu kommen einige kleine Nebeninseln.
- Banda Neira ist die Hauptinsel. Hier befinden sich ein kleiner Flugplatz und der gleichnamige Hauptort, mit etwa 7000 Einwohnern der größte Ort der Inselgruppe. Das holländische Fort Belgica ist mittlerweile vollständig restauriert.
- Banda Besar, 800 Meter südlich von Banda Neira, ist mit 12 Kilometer Länge und 3 Kilometer Breite die größte der Inseln. Andere Namen für die Insel sind Lontar oder Lonthoir. Die größten Siedlungen sind Lonthoir, Selamon und Waer. Vor der nordöstlichen Spitze von Banda Besar befindet sich mit 1,2 Kilometer Abstand die kleine, ungefähr einen Kilometer lange Insel Pulau Pisang, auch Pulau Syahrir genannt. Nochmals etwas nordwestlich liegt das Inselchen Batu Kapal.
- Banda Api liegt westlich von Banda Neira und ist an der engsten Stelle nur 230 Meter von der Nachbarinsel entfernt. Die annähernd runde Insel mit etwa 3 Kilometer Durchmesser besteht aus einem 640 m hohen aktiven Vulkan (auch Vuurberg genannt), bei dessen letztem Ausbruch 1988 die Bewohner evakuiert werden mussten. Etwa 500 Meter nördlich von Banda Api befindet sich das kleine, knapp 300 Meter lange Inselchen Pulau Keraka (oder Pulau Kraka).

Die zentralen Inseln gruppieren sich um zwei ineinander geschachtelte Calderen. Die kleinere Caldera mit drei Kilometer Durchmesser liegt im Inneren der größeren Caldera mit sieben Kilometer Durchmesser. Die bogenförmige Insel Banda Besar und das Inselchen Pisang (Syahrir) liegen am Süd- und Ostrand der größeren Caldera. Banda Neira bildet den Ostrand der inneren Caldera. Der Vulkankegel von Banda Api liegt in der Mitte der inneren Caldera.
Westliche Inseln
- Ganz im Westen liegt die knapp 4 Kilometer lange und bis zu 1,3 Kilometer breite Insel Run. 700 Meter nördlich befindet sich das kleine, knapp 300 Meter lange Inselchen Pulau Nailaka.
- Ungefähr 8 Kilometer östlich befindet sich Insel Ai, die ähnlich groß wie Run ist. Der Ort Ai liegt an der Nordküste. Der Abstand zu den zentralen Inseln Banda Api und Banda Besar beträgt jeweils etwa 9 Kilometer.
- 30 Kilometer nördlich von Run liegt Manukang, auch Suanggi genannt, eine kreisförmige Insel mit ungefähr 1 Kilometer Durchmesser.

Östliche Inseln
- Im Osten, knapp 10 Kilometer östlich von Banda Besar, befindet sich die Insel Hatta (früher Rozengain), die ähnlich groß wie Run ist.
- 4 Kilometer weiter südöstlich befindet sich eine kleine, ungefähr 800 Meter lange Insel.

### Erdbeben
Erdbeben sind im Bereich der Banda-Inseln häufig; mehrfach war die Inselgruppe von Tsunamis betroffen. Beispielsweise löste im August 1629 ein Erdbeben einen Tsunami mit einer 16 Meter hohen Flutwelle auf Banda Neira aus. Im November 1852 starben 60 Menschen infolge eines Tsunamis mit einer zwei Meter hohen Flutwelle.

### Meeresleuchten
Im Juni, August und September kann man zwischen Ost-Seram und den Banda-Inseln ein Meeresleuchten beobachten, die sogenannte „weiße See“. Die Ursache des Meeresleuchtens sind Mikroorganismen, die nahe der Wasseroberfläche schwimmen.

## Bevölkerung
Nach der holländischen Eroberung 1621 wurde die gesamte Bevölkerung der Inseln in einem Genozid ermordet oder versklavt, soweit sie nicht auf andere Inseln fliehen konnte. Für die Arbeit auf den Plantagen wurden Sklaven aus anderen Teilen Indonesiens hierher verschleppt. Die heutigen Einwohner sind Nachfahren dieser Sklaven. Heute leben 15.000 Menschen auf den Inseln, sie werden Bandanesen genannt.

## Geschichte
Auf den Banda-Inseln wurde bereits vor Jahrtausenden von Ureinwohnern Muskatnuss geerntet, um damit mit den größeren Molukken-Inseln Handel zu treiben, welche ihrerseits Palmsago anzubieten hatten. Der Gewürzbaum wuchs damals nur auf den Banda-Inseln.

### Erste Europäer

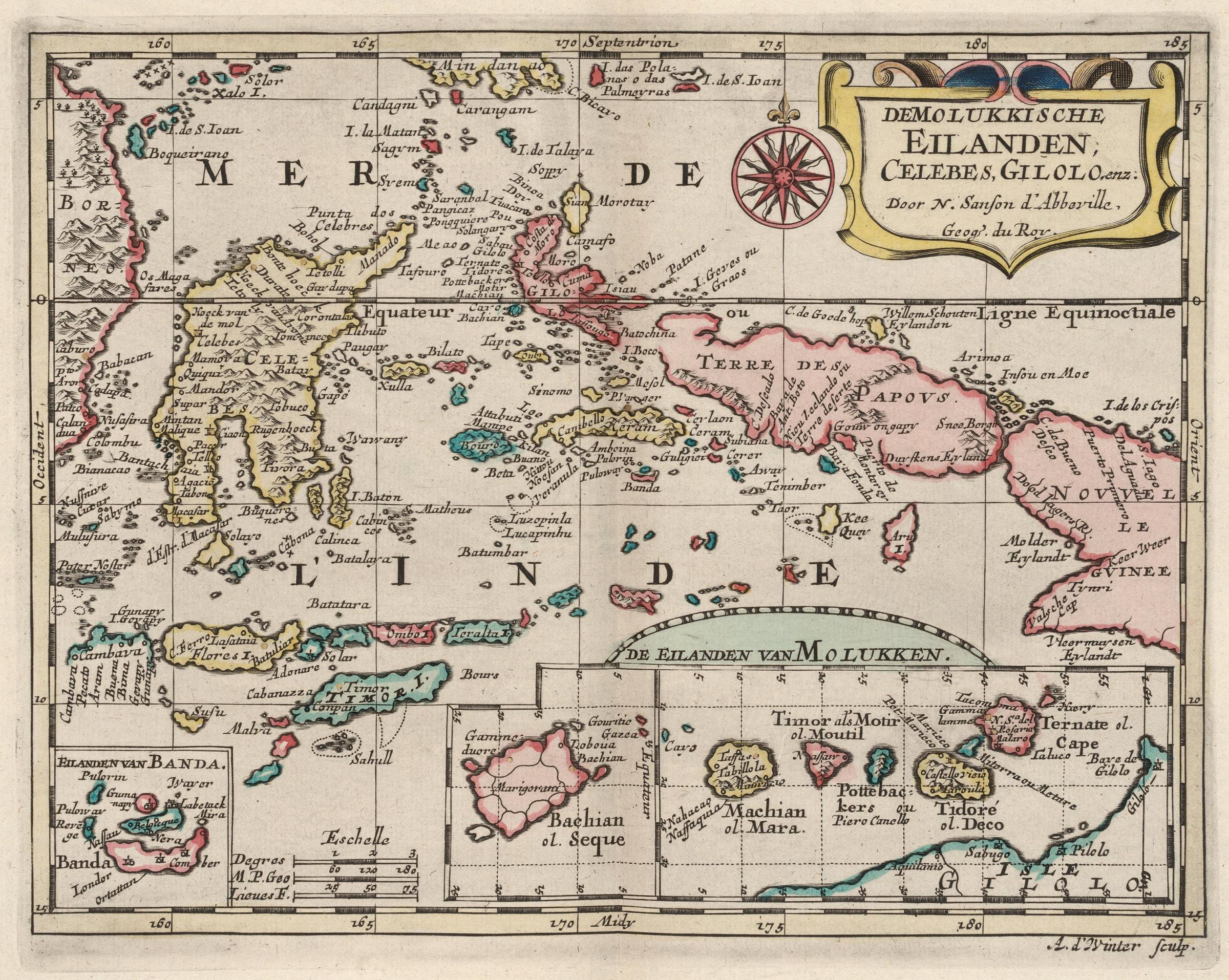
Karte der Molukken von Nicolas Sanson, 1667. In der Mitte Ceram, südlich davon die Banda-Inseln, die unverhältnismäßig groß dargestellt sind. Links unten eine Detailkarte der Banda-Inseln.

Der portugiesische Entdecker und Nautiker António de Abreu war vermutlich der erste Europäer, der die Inseln 1511 erreichte, damals aber nicht kartographierte. Die Einheimischen konnten sich erfolgreich gegen die portugiesischen Versuche wehren, einen Stützpunkt auf den Inseln zu errichten und den katholischen Glauben zu verbreiten.
1599 erreichten zum ersten Mal Holländer die Inseln. Es handelte sich um Schiffe einer Ostindien-Expedition unter dem Kommando von Jacob van Neck. Er selbst belud vier Schiffe in Banten (West-Java) mit Gewürzen (Pfeffer, Gewürznelken, Muskatnüsse, Macis und Zimt) und machte sich Anfang 1599 mit ihnen auf den Rückweg nach Amsterdam; vier Schiffe schickte er weiter nach Osten zu den Gewürzinseln. In dem sich entwickelnden Wettlauf mit den anderen Nationen gründete Holland 1602 die Niederländische Ostindien-Kompanie (VOC).
Für die Einheimischen unter Führung der Orang Kaya (das bedeutet: „reicher Mensch“) waren die Holländer zu Beginn willkommene Bündnispartner gegen die Portugiesen. Als die VOC die Portugiesen vertrieben und einen Stützpunkt auf Banda Neira errichtet hatte, verlangte sie von den Bandanesen, nur noch mit ihr Handel zu treiben. Doch die verkauften weiterhin auch an Händler aus Java, Makassar und England. Es kam zu Konflikten; 1609 töteten die Bandanesen eine Delegation von 46 Holländern unter der Führung von Pieter Verhoeven. 1615/1616 eroberten die Holländer gegen heftigen Widerstand die Insel Ai. Die Einheimischen flohen auf die Nachbarinsel Run.
Die Engländer hatten auf dem Inselchen Nailaka nördlich von Run einen Stützpunkt errichtet und danach Run besetzt. Nach jahrelanger Belagerung durch die Niederländer unterlagen die Engländer im Jahr 1620 und verließen Run. Die Niederländer vernichteten später die Muskatnussbäume auf Run.

### Gewaltsame Eroberung
Nachdem sich das Handelsmonopol nicht mit Verträgen durchsetzen ließ, setzte Jan Pieterszoon Coen auf eine gewaltsame Lösung. Nach Sicherung des Stützpunkte in Batavia schickte er 1620 19 Schiffe mit 1.655 Mann europäischer und 286 Mann asiatischer Herkunft los, die in Banda von 36 Schiffen und Truppen einheimischer Verbündeter verstärkt wurden. In blutigen Kämpfen eroberten sie Lonthor und brachen die Macht der Orang Kaya; 48 wurden geköpft, ungefähr 790 Frauen, Männer und Kinder wurden nach Jakarta verschleppt.
Nach der Zerstörung der Siedlungen an der Küste waren viele Einheimische ins Innere der Insel geflohen und wehrten sich in monatelangen Kämpfen gegen die Angreifer. Viele verhungerten oder starben durch Suizid. Nur wenigen gelang die Flucht mit Schiffen zu den Kei-Inseln, nach Seramlaut und Kisar oder den Gorominseln. Von den geschätzten ursprünglich 15.000 Einwohnern lebten nach den Kämpfen nur noch ungefähr 1.000 auf den Inseln, darunter, durch die Anwesenheit der Engländer geschützt, die Bewohner von Run. Die Einwohner von Rosengain, wie später die von Run, wurden auf die anderen Banda-Inseln verstreut und mussten auf den Plantagen arbeiten.
Heute wird dieser Vernichtungskrieg als Genozid eingeordnet und gilt als eines der dunkelsten Kapitel in der niederländischen Kolonialgeschichte.

### Neuaufbau einer Gesellschaft
Die VOC hatte nun alle Macht auf den Banda-Inseln, doch die Muskat-Produktion lag am Boden. Die alte Gesellschaft war zerstört, eine neue musste erschaffen werden; dieser Prozess auf den Banda-Inseln war in Asien einzigartig, ist aber mit der Geschichte auf vielen karibischen Inseln vergleichbar.
Coen verfolgte das Ziel einer Kolonialordnung mit europäischen Siedlern; die VOC sorgte für Transport und Ernährung. Das Land, Perken genannt (nach einem holländischen Flächenmaß), wurde bis 1628 an europäische Auswanderer, die Perkeniers, verteilt. In der Folge wurden Sklaven aus allen Ländern herantransportiert, mit denen die VOC Handel trieb: Indien, Malaysia und die indonesischen Inseln. In den ersten Jahrzehnten musste die VOC für einen dauernden Nachschub an Sklaven sorgen, da viele starben oder flohen.
Die Verwaltungszentren der VOC wurden Fort Nassau auf Neira und Fort Revenge auf Ai. Die VOC setzte an beiden Orten Richter ein.
Im Frieden von Breda (1667) gaben die Engländer ihre Ansprüche auf Run endgültig auf. Im Gegenzug bekamen sie die Kolonie Nieuw Nederland an der amerikanischen Ostküste zugesprochen, die sie seit der Eroberung von Nieuw Amsterdam (später New York) im Jahr 1664 beherrschten.

### Spätere Ereignisse

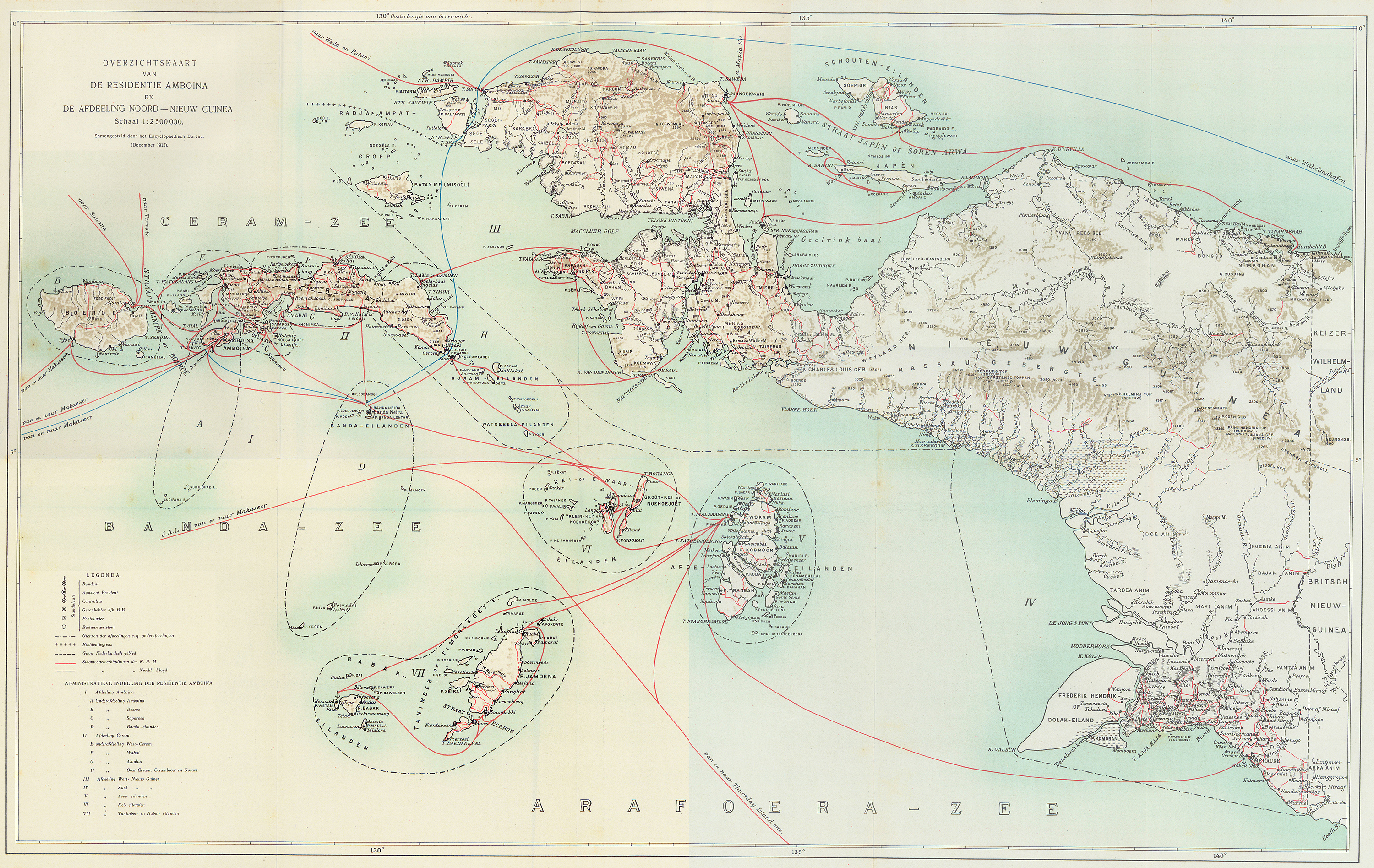
Karte der Region mit Schiffsverbindungen, 1915. Sie zeigt Verbindungen von Ambon, Saparua und Seram zu den südlich gelegenen Banda-Inseln und von dort weitere Anbindungen an die Kei- und Aru-Inseln (östlich) sowie Neuguinea. Rote Linien: KPM. Blaue Linien: Norddeutscher Lloyd.

1770 ließ Pierre Poivre, damals Statthalter der damals französischen Insel Île-de-France, heute Mauritius, einige Exemplare des Muskatbaums von den Molukken nach Afrika bringen, um sie auf Mauritius und Réunion anzubauen. Das war der Anfang vom Ende des Monopols der Niederländer.
1811 eroberten die Briten während der Napoleonischen Kriege die Inseln und hielten sie bis 1816 besetzt. In dieser Zeit gruben sie zahlreiche Muskatbäume aus und verpflanzten sie in englische Kolonien. Dies war ein weiterer Schlag gegen das Muskat-Monopol, das die Niederlande aufrechterhalten wollten. Erst 1873 wurde das holländische Muskat-Monopol für beendet erklärt.
Der Zoologe Alfred Russel Wallace besuchte die Banda-Inseln dreimal (1857, 1859, 1861) und widmete ihnen ein Kapitel in seinem Werk The Malay Archipelago (1859).
Vor dem Ersten Weltkrieg waren die Banda-Inseln innerhalb der Verwaltung von Niederländisch-Ostindien der Afdeeling (Abteilung) Ambonia und bildete die Onderafdeeling (Unterabteilung) D; dazu gehörten damals auch die weiter südlich gelegenen Inseln Manuk, Serua, Nila und Teun. Die Inseln waren durch Schiffe der niederländischen KPM mit den Inseln Ambon, Seram und Wokam verbunden, der Norddeutsche Lloyd betrieb eine Linie von Wilhelmshafen in Deutsch-Neuguinea über Banda und Ambon nach Makassar.
Von Januar 1936 bis Februar 1942 wurden die beiden Unabhängigkeitskämpfer und späteren indonesischen Politiker Mohammad Hatta und Sutan Syahrir von der niederländischen Kolonialmacht in die Verbannung nach Banda Neira geschickt. Zuvor, seit Januar 1935, waren sie nach Boven Digoel auf Papua verbannt worden.
Während des Pazifikkriegs besetzte Japan im Januar 1942 die Inseln, die nach dem Ende des Krieges – wie die gesamten Molukken – Teil von Indonesien wurden.
Am 30. Januar 2015 wurden die Banda-Inseln auf die Tentativliste für das Welterbe in Indonesien gesetzt.

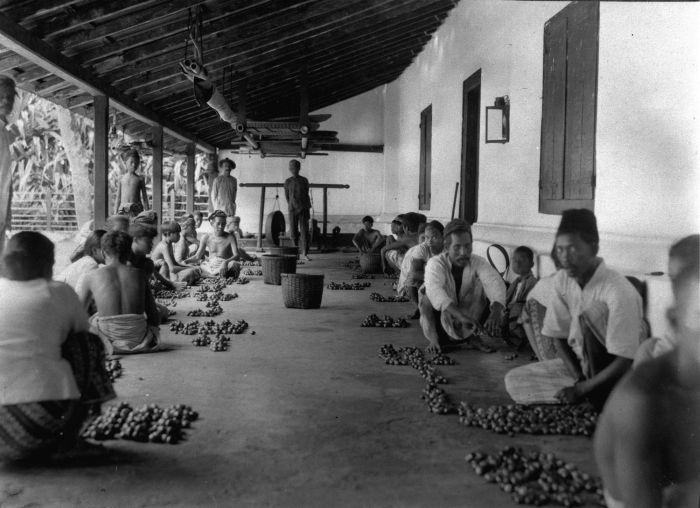
Ernte von Muskatnüssen auf den Banda-Inseln, 1925

## Wirtschaft
Der Anbau von Muskatnuss ist weiterhin der wichtigste Wirtschaftszweig. Bis auf Banda Api wird er auf allen Inseln betrieben. Auf den zahlreichen, schon seit Jahrhunderten betriebenen Plantagen werden die Büsche im Schatten der hohen Kanariabäume gepflanzt und störendes Unterholz entfernt.
Segler, Angler und vor allem Taucher besuchen die Inseln wegen der außergewöhnlichen Fischwelt.

## Verkehrswege
Die Inselkette ist über das Verwaltungszentrum der Molukken, die Stadt Ambon, zu erreichen. Die meisten Besucher landen mit kleinen zweimotorigen Flugzeugen am einzigen Flughafen in der Region in der Stadt Bandaneira. Die Inseln werden durch Boote (Inseltaxis) verbunden, Bandaneira bildet den Knotenpunkt.